# Marija Gorica
 Marija Gorica  falu és község Horvátországban Zágráb megyében. Közigazgatásilag Bijela Gorica, Celine Goričke, Hrastina, Kraj Donji, Kraj Gornji, Križ Brdovečki, Oplaznik, Trstenik, és Žlebec Gorički települések tartoznak hozzá.

## Fekvése
Zágráb központjától 23 km-re északnyugatra a marijai goricai előhegység közepén  fekszik. 

## Története
A régészeti leletek tanúsága szerint ezen a vidéken már az újkőkorban éltek emberek. A Hrastinához tartozó Škribula-hegyen egy mintegy hatezer éves, fúrással és köszörüléssel készített kőbaltát találtak, melyet a kőkor embere sokféle művelethez használt. A Križ Brdovečki Szent Kereszt kápolna közelében a korai vaskorhoz tartozó leletek kerültek elő, melyek közül a legkésőbbi egy az i. e. 7–6. századból származó lovassír. Az ókorban a Száva völgyében pannon nemesek éltek római uralom alatt. A Száva ebben az időben hajózható volt és a jobb partján római út vezetett. A horvátok a 7. század elején érkeztek erre a vidékre, bár a horvát jelenlét első századainak nem maradt történeti forrása. A régészeti leletek, melyek a brdoveci múzeumba kerültek azt bizonyítják, hogy ez a vidék a kezdetek óta folyamatosan lakott volt.
A 11. század végén miután megalapította a zágrábi püspökséget Szent László király ezt a földet hívének Acsának adta, hogy az újonnan alapított püspökséget oltalmazza az ellenséggel szemben. Ezen a Száva, a Szutla és a zágrábi hegyek által határolt területen hozta létre a szomszédvár-sztubicai uradalmat. A 14. században a Krapina és a Szutla folyók közötti területet Zakrapinának nevezték. Itt említi 1334-ben Ivan goricai főesperes a gótikus Szent Kereszt plébániatemplomot. Az uradalom későbbi felosztásakor a marija goricai terület a brdoveci közösség része lett, melynek feje a bíró volt.  A legrégibb falvankénti adóösszeírás 1446-ban történt. Az összeírt jobbágyok tizeddel tartoztak a zágrábi káptalannak. Ebben az összeírásban már szerepelnek Kraj és Trstenik falvak, de olyan falvak is melyek mára már nem maradtak fenn. Az uradalom szétesése után több nemesi kúria és udvarház épült a környéken. A 16. század végén említik a kraji kastélyt, melyet 1596-ban Erdődy Péter vásárolt meg Tahy Istvántól. Az épület romos állapotban még ma is áll.
A 15. század végén és a 16. század elején az Una mentéről, nagyrészt Lika keleti részéről a török elől menekülő ikavac (í-ző nyelvjárást beszélő) horvátok települtek le ezen a vidéken, akiket nyelvészek "sutlanski ikavci" azaz szutlai ikavacoknak neveznek. Velük érkeztek azok a ferences szerzetesek is, akik 1517-ben szomszédvár ura Szilágyi István által adományozott területen elkezdték építeni a sveta goricai Szent Péter kolostort. Ugyanebből az időből származó okirat szerint megkapták Trstenik falut is, hogy jövedelméből folytathassák az építkezést, mely tíz évig tartott. A 17. század elején a ferencesek már a kolostor templomának búcsújáróhellyé tételén fáradoztak, mivel Boszniából ide menekítették a Szűzanya csodatevő szobrát. 1616-ban a kolostort bővítették és felújították. 1682-ben Borkovics Márton zágrábi püspök Szent Péterről  Sarlós Boldogasszonyra változtatta a templom titulusát. Ekkortájt változott a település neve is Sveta Goricáról Marija Goricára. Az új kolostor építése 1733-ban kezdődött, 1753 és 1758  között pedig Matija Leonhart zágrábi építőmester vezetésével felépítették az új barokk Sarlós Boldogasszony templomot. A templom belső kialakítása és berendezésének elkészítése 1761-ig tartott. Ugyanezen év július 12-én szentelte fel Stjepan Putz zágrábi püspök.  A ferencesek Marija Goricán egészen a 18. század végéig, rendjük feloszlatásáig működtek. 1789-ben megalapították az új plébániát, melynek szolgálatát még negyven évig ellátták. Ekkor a kolostor egy tűzvészben súlyosan megrongálódott, majd utána újjáépítés hiányában össze is dőlt. A plébánia új épületét 1837-ben építették.
Az uradalom területén a 16. században több lázadás is kitört, melyek közül a legnagyobb az 1573-as Matija Gubec vezette horvát parasztfelkelés volt. A Tahy uradalom jobbágyai az őket ért önkény és durva bánásmód miatt lázadtak fel, mivel sérelmeikre sem a királytól sem a bántól segítséget nem kaptak. A lázadók kapitányai közül a mai község területéről többen is származtak. A felkelést a nemesi hadak hamar leverték, a résztvevők közül sokakat elfogtak és a legszigorúbb büntetésekkel sújtottak. Sok házat leromboltak Kraj, Oplaznik és Žlebec területén, de Sveti Križ, Kraj, Oplaznik és Bijela Gorica szőlőhegyén is. A település népiskoláját 1854-ben alapították, ma egykori diákjának Ante Kovačićnak a nevét viseli.
A falunak 1857-ben 116, 1910-ben 162 lakosa volt. Trianon előtt Zágráb vármegye Zágrábi járásához tartozott. 1945-ben 12 zsidó családot gyilkoltak meg itt az usztasák, emléktáblájuk a marija goricai temetőben található. 2011-ben a falunak 216, a községnek összesen 2251 lakosa volt.

## Lakosság

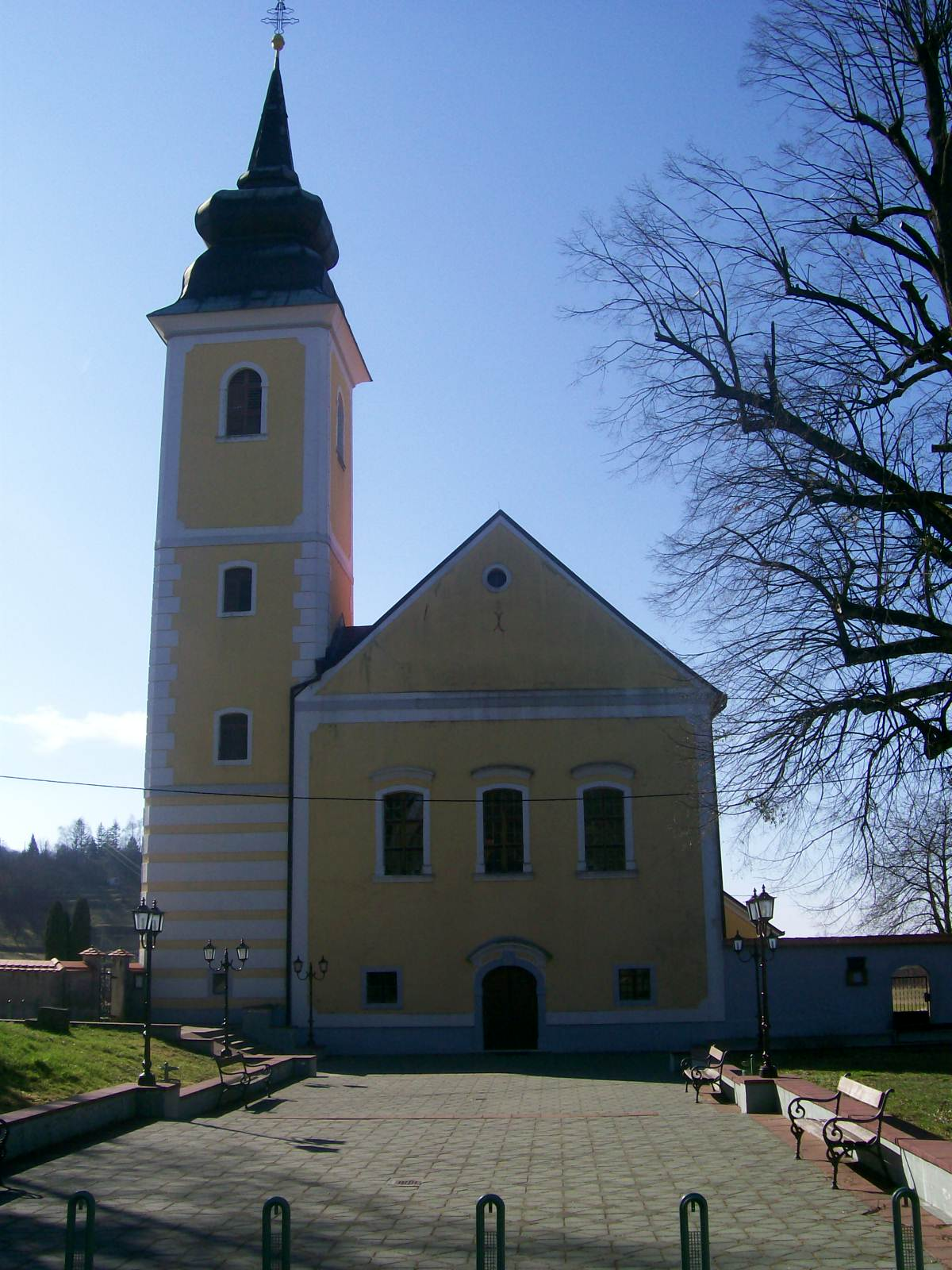
A Sarlós Boldogasszony plébániatemplom

| Lakosság változása | Lakosság változása | Lakosság változása | Lakosság változása | Lakosság változása | Lakosság változása | Lakosság változása | Lakosság változása | Lakosság változása | Lakosság változása | Lakosság változása | Lakosság változása | Lakosság változása | Lakosság változása | Lakosság változása | Lakosság változása |
| ------------------ | ------------------ | ------------------ | ------------------ | ------------------ | ------------------ | ------------------ | ------------------ | ------------------ | ------------------ | ------------------ | ------------------ | ------------------ | ------------------ | ------------------ | ------------------ |
| 1857               | 1869               | 1880               | 1890               | 1900               | 1910               | 1921               | 1931               | 1948               | 1953               | 1961               | 1971               | 1981               | 1991               | 2001               | 2011               |
| 116                | 109                | 125                | 117                | 132                | 162                | 142                | 147                | 145                | 151                | 160                | 163                | 139                | 138                | 184                | 216                |

## Nevezetességei
- Sarlós Boldogasszony tiszteletére szentelt plébániatemploma[4] magában álló egyhajós épület, melyhez északról a sekrestye, délről a harangtorony csatlakozik. Hosszúsága 23 méter, szélessége a toronnyal együtt 14,30 méter. A harangtorony magassága 41 méter. Külső formája és értékes berendezése a 18. század óta megmaradt. A szentélyben álló márvány főoltáron kívül a hajóban még négy mellékoltár áll és egy kis oltár a torony földszintjén is található. A márvány főoltár a szentély nyugati falánál áll, egy 1757-ből  fennmaradt feljegyzés szerint Ivan Rauch nemesúr megrendelésére készült, a goriziai Francesco Bensa szobrászművész alkotása. A szentségtartó felett helyezték el a Szűzanya szobrát. Oldalán Assisi Szent Ferenc és Nepomuki Szent János szobrai láthatók. Az oltár mögötti falfestmények fokozzák az oltár méretét és összhatását. Nagyon értékesek a fából készített mellékoltárok is, melyeket valószínűleg ferences rendi művészek alkottak. Akkoriban ugyanis a ferences rendtartománynak saját művészei is voltak. Az oltárok főként a környező birtokosok adományaiból készültek. Művészettörténészek az Istenanya marija goricai szobrát az 1430 körüli időre keltezik. A szobrot Boszniából menekítették ide a török elől és mindvégig csodatevő hírében állt. Anyaga festett hársfa, de eredeti színeit nagyrészt elveszítette, magassága 80 cm. A berendezésből értékes még a gazdagon díszített barokk szószék, mely 1862-ben készült Čolnić diakovári püspök ajándékaként. A templom orgonája két manuálos, 14 regiszteres. A hangzást 649 síp segíti, melyek közül 349 fémből, 277 fából készült. Az orgona 1759-ben készült, építője Johannes Eisl mester volt.

- Az egykori ferences kolostor romjai a templom északi oldalán láthatók. A heves török támadások során egy kevéssé ismert horvát hős, Martin Mogorić nemes, aki III. Ferdinánd császár idején Ogulin kapitánya volt harcolt a betolakodókkal. A törökkel vívott egyik csatában esett el. Mogorićot a (akkori ferences) templomban temették el Marija Goricában. Később hozzátartozói emléktáblát állítottak neki, amely ma is ott áll.

## Külső hivatkozások
Marija Gorica község hivatalos oldala